# LZ-203 (Spanje)
De LZ203 is een verkeersweg op het Spaanse eiland Lanzarote. De weg loopt vanuit het noordelijk gelegen uitzichtspunt Mirador del Río naar de kruising met de LZ201 richting de plaats Yé.
Een alternatieve maar smallere weg naar het uitzichtspunt is de LZ202.